# هارون فيغا
هارون فيغا (بالإنجليزية: Aaron Vega)‏ هو سياسي أمريكي، ولد في 25 أغسطس 1970 في هوليوك في الولايات المتحدة. انتخب عضو مجلس نواب ماساتشوستس.